# Waldviertler Regional
| Waldviertler      | Waldviertler    |
| ----------------- | --------------- |
| Region            | Waldviertel     |
| Abkürzung         | W               |
| Wechselkurs       | 1 EUR = 1 W     |
| "Umlaufsicherung" | 2 % pro Quartal |
| Umtauschgebühr    | 5 %             |

Der Waldviertler Regional (kurz Waldviertler) war eine Regionalwährung in der Region Waldviertel im österreichischen Bundesland Niederösterreich. Am 1. Mai 2005 eingeführt durch den Verein für regionales Wirtschaften, wurde das Projekt elf Jahre später beendet. Die verbliebenen Waldviertler konnten bis Ende März 2017 zurück gewechselt werden.
Der Wechselkurs betrug 1 W = 1 €. Im Umlauf befanden sich Banknoten im Wert von 1 W, 2 W, 5 W, 10 W und 20 W. Aufgrund der Umlaufsicherung verloren die Scheine am Ende eines Quartales ihre Gültigkeit und konnten durch Aufkleben von Wertmarken, die gegen eine Gebühr von 2 % des ursprünglichen Wertes erhältlich waren, erneuert werden. Für den Rücktausch in Euro war ein Regionalbeitrag von 5 % zu entrichten, der verschiedenen gemeinnützigen Vereinen zugutekam.
Als Komplementärwährung ersetzte der Waldviertler nicht die offizielle Währung Euro, sondern diente als zusätzliches Zahlungsmittel. Um am Handel offiziell teilnehmen zu dürfen, war eine Mitgliedschaft im Verein für regionales Wirtschaften notwendig. Mit Stand November 2015 beteiligten sich 200 Betriebe und Organisationen.
Während im Jänner 2006 rund 27.905 W im Umlauf waren, waren es im Jahr 2009 rund 40.000 Waldviertler-Regional. Ab 2011 akzeptierte die Stadtgemeinde Heidenreichstein die teilweise Zahlung der Kommunalsteuer in Waldviertler.

## Sicherheitsmerkmale
Zur Vermeidung von Fälschungen waren die Geldscheine mit mehreren Sicherheitsmerkmalen versehen. Einerseits befanden sich auf der Vorderseite eine Seriennummer und eine reflektierende Lackierung, wodurch erst bei einem schrägen Einfall des Lichtes mehrfach das Währungssymbol sichtbar wurde. Des Weiteren verfügten die Quartalsmarken selbst über einen Kippeffekt, bei welchem vertikale Streifen erkennbar wurden. Ebenfalls wurden die Rückseiten der Scheine jährlich mit neuen Motiven bedruckt.